# VOICE MAGICIAN IV 〜Roots&Future〜
VOICE MAGICIAN IV 〜Roots&Future〜（ヴォイス・マジシャン・フォー ルーツ・アンド・フューチャー）は、2014年7月2日に発売のHAN-KUNの4枚目のオリジナルアルバム。発売元はトイズファクトリー。

## 概要
- 2013年に発売された「VOICE MAGICIAN III 〜ROUD TO ZION〜」から約1年8ヶ月ぶりとなった。
- シングル1曲やシングルのカップリング曲に加え、アルバムでの新曲などを収録。
- 初回限定BOXには豪華オリジナルBOX、スペシャルインタビュー映像と「With me」のMVを収録したオリジナルDVD、特製オリジナル・バンダナ、フォトブック、45回転ステレオの7インチアナログレコードを付属。

## 収録曲

### CD
1. IV
（作詞・作曲・編曲：HAN-KUN）
2. Up&Live
（作詞・作曲：HAN-KUN / 編曲：HAN-KUN、中野定博）
3. Dancehall King
（作詞・作曲・編曲：HAN-KUN）
4. Fire Dance
（作詞・作曲：HAN-KUN / 編曲：HAN-KUN、中野定博）
5. Revolution
（作詞・作曲・編曲：HAN-KUN）
7thシングルのカップリング曲。
6. I Say...
（作詞・作曲・編曲：HAN-KUN）
7. Roots&Future
（作詞・作曲・編曲：HAN-KUN）
海外のリディム「Rootsman」を使った楽曲。アルバムのサブタイトルにもなっている。
8. One Big Tree
（作詞：HAN-KUN / 作曲・編曲：HAN-KUN、The BK Sound）
9. ハンパねぇ!!
（作詞・作曲・編曲：HAN-KUN）
FM NACK5「ラジオのアナ〜ラジアナ」ジングル。
TOKYO FM「Skyrocket Company」社歌。
10. Party Up!!
（作詞・作曲：HAN-KUN / 編曲：HAN-KUN、酒井ミキオ）
7thシングルのカップリング曲。
11. With me
（作詞・作曲：HAN-KUN / 編曲：HAN-KUN、中野定博）
7thシングル。
12. Give Thanks
（作詞・作曲：HAN-KUN / 編曲：HAN-KUN、酒井ミキオ）
13. Just The Way You Are
（作詞・作曲・編曲：HAN-KUN）

### 7インチアナログレコード
SIDE-A
1. Roots&Future (Winta "45" Mix)

SIDE-B
1. Version (Rootsman Riddim)